# Frank Fiala
Frank Fiala (23. června 1946 Věšín – 27. června 1982 Brooklyn, New York, USA) známý těž jako Frank Joe Fiala, původním jménem František Fiala, byl česko–americký podnikatel, drogový dealer a spolupracovník newyorské mafie.
Narodil se ve Věšíně, do Spojených států emigroval v 60. letech. V roce 1969 ve státě Missouri obdržel sociální kartu pobytu v USA. V 70. letech koupil brooklynskou firmu na lodní součástky Patterson Machine Co., kde dříve pracoval. Mimo jiné vyvinul speciální dutý lodní šroub, ve kterém pašoval drogy. Podnikal v rámci takzvaných českých ulic na Manhattanu a v Brooklynu. Stal se drogovým magnátem a spolupracoval se členy italské mafie.
V červnu 1982 nabídl členovi obávané rodiny Gambino Sammymu Gravanovi 1 milion dolarů za odkup nočního klubu Plaza Suite v Brooklynu. Dohoda byla uzavřena a proběhla předběžná platba ve výši 100 tisíc dolarů. Fiala poté přišel do klubu a začal si nárokovat práva na správu klubu. Sammy Gravano vyjádřil nespokojenost a konfrontoval ho. Fiala na něj vytáhl samopal Uzi a Gravano se ho poté snažil uklidnit. Sammy Gravano byl pobouřen chováním Fialy a tentýž den shromáždil svůj tým mafiánů. Před klubem tentýž den v noci Gravano rozptýlil jeho pozornost a jeho spolupracovník Louie Milito Fialu zezadu zasáhl zbraní a poté mu Milito zasadil další smrtelnou ránu mezi oči. Sammy Gravano to vnímal jako vyslání signálu, nezahrávat si s jeho klanem.
Gravano za čin nebyl nikdy odsouzen, ale jeho kontrakty s Fialou hrály později roli v jeho soudním procesu poté, co byl zařazen do amerického programu na ochranu svědků.